# Joseph Grasset
Pour les articles homonymes, voir Grasset.
Joseph Grasset, né le 18 mars 1849 et mort le 7 juillet 1918 à Montpellier, est un médecin interniste et neurologue français.

## Biographie

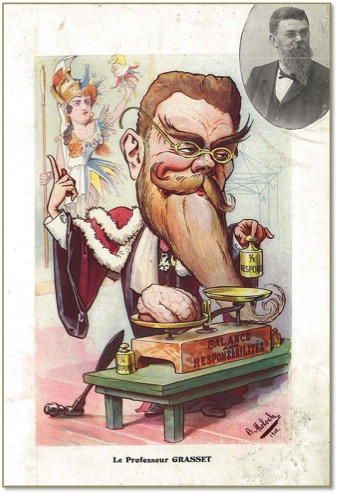
Caricature de Joseph Grasset par Hector Moloch (1908) avec "pesée" de la responsabilité.

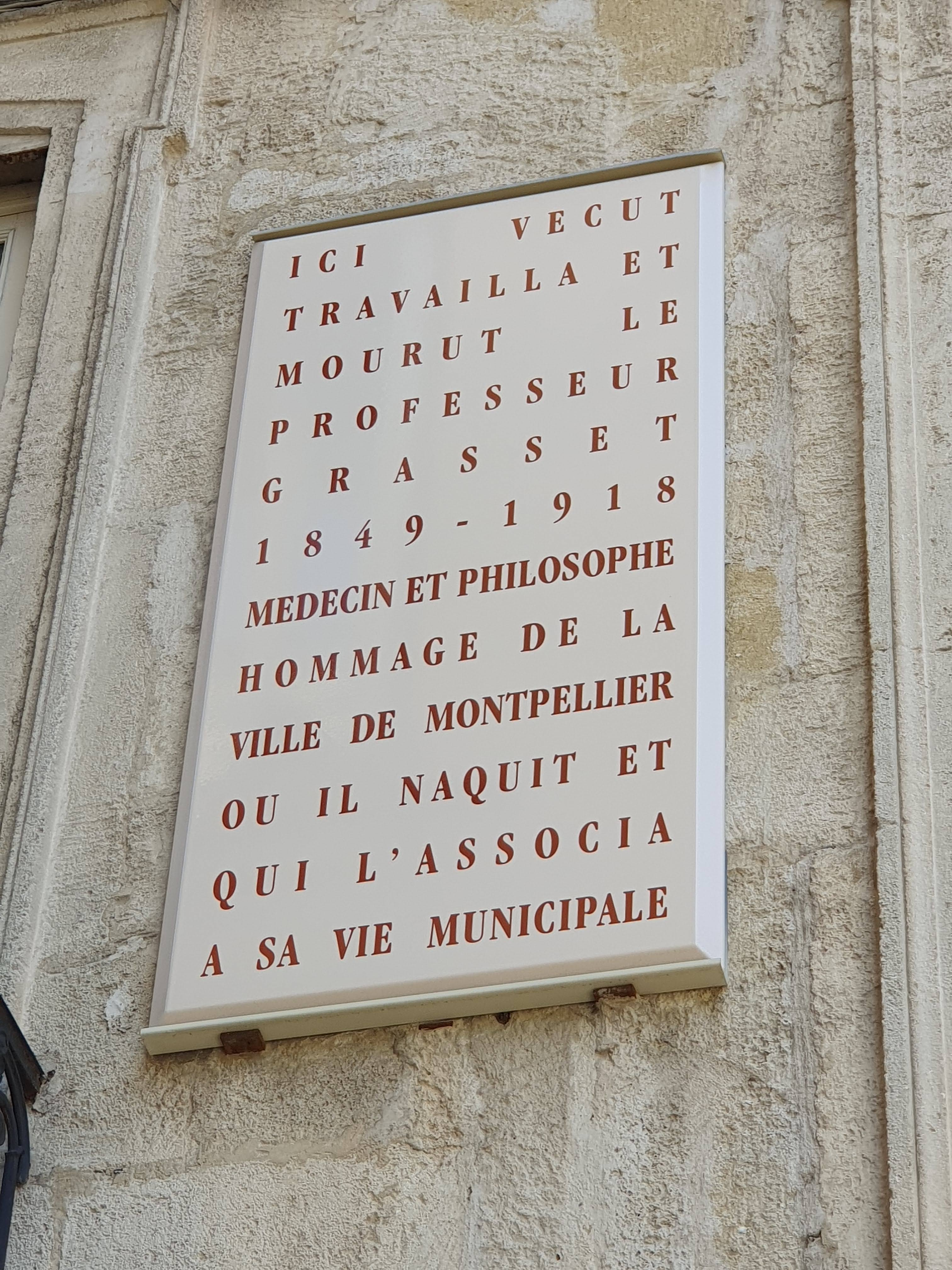
Plaque à la mémoire de Joseph Grasset au 6, rue Jean-Jacques-Rousseau à Montpellier.

Joseph Grasset a été diplômé en médecine en 1873 à Montpellier, ville dans laquelle se déroula sa carrière. Il s'intéressa à la médecine interne et particulièrement aux maladies du système nerveux.
Son nom est associé à celui de Louis Landouzy dans l'énoncé de la loi de Landouzy-Grasset, décrite en 1899 dans son ouvrage Diagnostic des maladies de la moelle, selon laquelle un patient souffrant d'hémiparésie, couché sur le dos, peut surélever une jambe après l'autre mais est dans l'incapacité de surélever les deux à la fois.
Joseph Grasset a par ailleurs publié de nombreux travaux relatifs à la psychiatrie, notamment Demi-fous et demi-responsables en 1907, ou liés au thème paranormal, notamment dans les livres Le spiritisme devant la science (1904) et L’occultisme hier et aujourd'hui (1907).

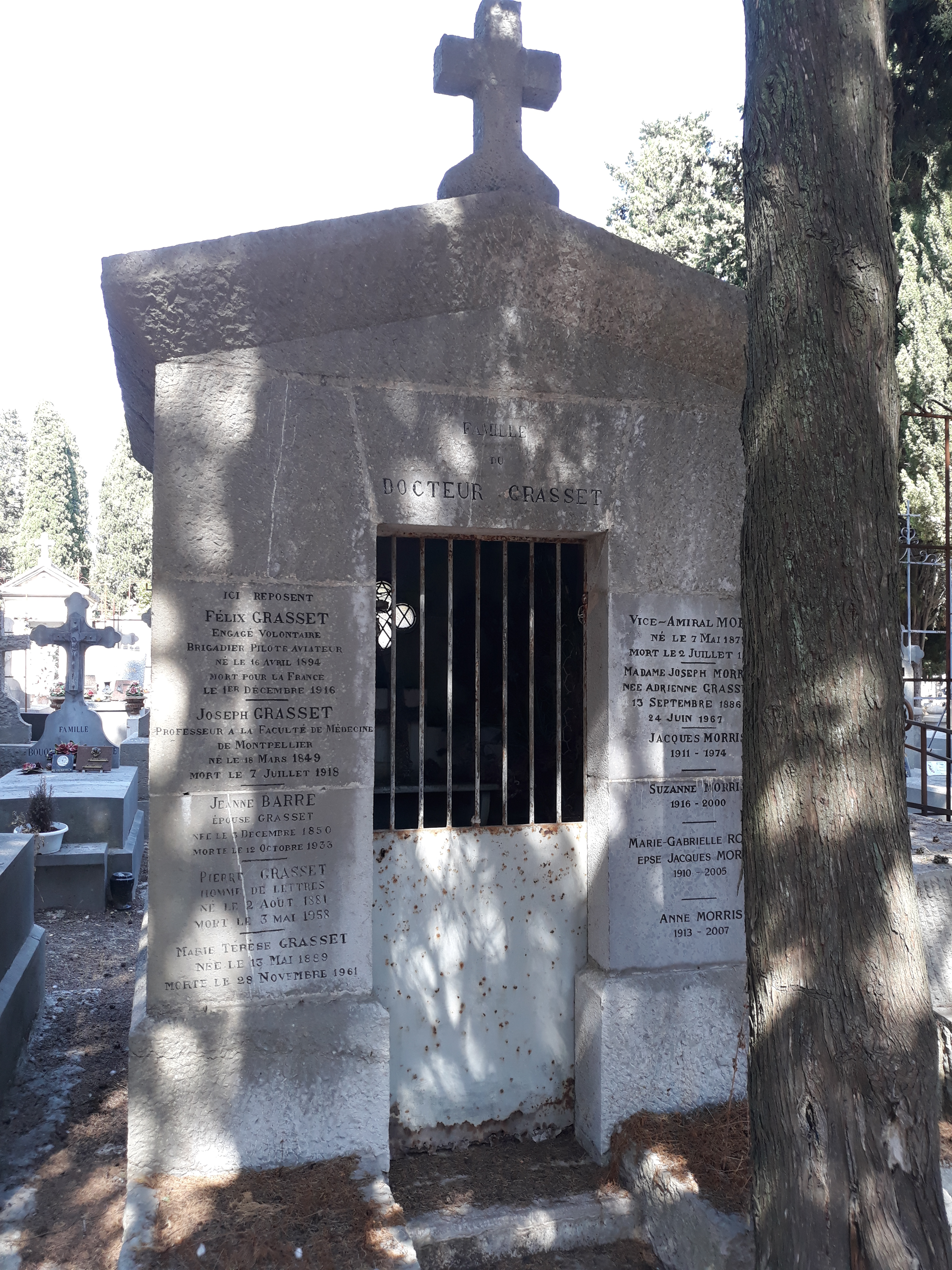
Tombe de Joseph Grasset au cimetière Saint-Lazare de Montpellier.

Il est inhumé au cimetière Saint-Lazare de Montpellier.

## Publications
- 1880 — Des localisations dans les maladies cérébrales (3e édition). Montpellier : C. Coulet.
- 1894 — Etiologie infectieuse de l'hystérie ; leçons cliniques . Montpellier, typ. et lithogr. C. Boehm.(Texte intégral.)
- 1899 — Diagnostic des maladies de la moelle : siège des lésions. Paris : J.-B. Baillière et fils,
- 1901 — Les maladies de l’orientation et de l’équilibre. Paris : F. Alcan,
- 1902 — Les limites de la biologie, Paris, Félix Alcan, coll. « Bibliothèque de philosophie contemporaine ».
- 1905 — Les Centres nerveux, physiopathologie clinique. Paris : J.-B. Baillière et fils,
- 1907 — L’occultisme hier et aujourd’hui, le merveilleux préscientifique. Montpellier : Coulet et fils.
- 1917 — La biologie humaine. Paris, Flammarion, Bibliothèque de philosophie scientifique